# Winterlandschap (Louis Apol)
Winterlandschap is een schilderij door de Nederlandse schilder Louis Apol in het Centraal Museum in Utrecht.

## Voorstelling

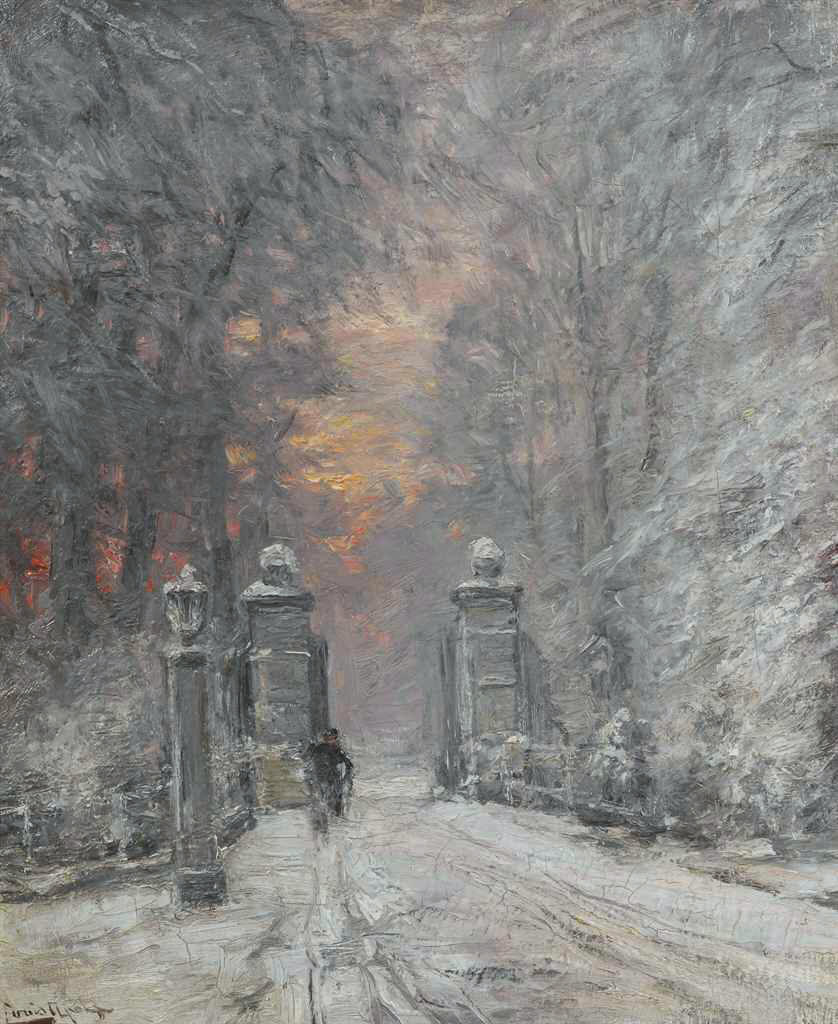
Louis Apol. Bij de poort in winter. Zonder jaar. Huidige verblijfplaats onbekend.

Het stelt een bos voor met op de bomen en op de grond een dik pak sneeuw. Tussen de bomen door schijnt een ondergaande zon. Door het contrast tussen het monochroom weergegeven bos en de warme gloed van de zon ontstaat een toverachtig effect. Apol paste dit effect vaker toe in zijn winterlandschappen. Apol woonde in Den Haag en mogelijk diende het Haagse Bos als voorbeeld voor dit schilderij.

## Toeschrijving en datering
Het schilderij is linksonder gesigneerd ‘Louis Apol f[ecit]’ (Louis Apol heeft [dit] gemaakt).

## Herkomst
Het werk is afkomstig uit de verzameling van de Utrechtse koopman Antonius Johannes van Haagen (1849-1911). Deze liet het in mei 1911 – samen met 8 andere schilderijen, een ‘Breviarium Grimani’ en een geldbedrag van 1000 gulden voor de onderhoud hiervan – per legaat na aan de gemeente Utrecht. In 1933 was het werk in bruikleen bij de Willem Arntsz Stichting in Utrecht.